# 松永真
松永 真（まつなが しん、1940年4月13日 - ）は、日本のグラフィックデザイナー。日本グラフィックデザイナー協会（JAGDA）理事。東京藝術大学客員教授。日本デザインコミッティー理事。

## 来歴
東京市芝区高輪生まれ。父は書家。第二次世界大戦中の5歳から福岡県筑豊地域、15歳からを京都で過ごす。
1964年、東京藝術大学美術学部デザイン科卒。資生堂の宣伝部に7年在籍した後、1971年松永真デザイン事務所設立。
1997年『松永真のデザイン展』（セゾン美術館）開催。

## 作品

西鉄グランドホテル前の『おかえり』（1998年）

西鉄グランドホテル前の『平和の門』（1998年）

### グラフィックデザイン
各企業のCI計画やポスターなど、携わった作品多数。
- 東洋工業 (現・マツダ) 車名ロゴフォント（1973年。現在は使用打ち切り）
- 西日本新聞社社章（1990年）
- 東京三菱銀行シンボルマーク（1996年）[6]
- 山陽スコット (現・クレシア)『スコッティ』パッケージデザイン（1986年）
- キリンラガービールパッケージデザイン
- マネックス証券シンボルマーク（1999年）[6]
- 『ジタン ブロンド』パッケージデザイン（フランスの煙草）
- ベネッセロゴマーク[2]
- 宇部興産ロゴマーク
- ISSEI MIYAKEロゴマーク [2]
- リヒトラブロゴマーク
- バンダイロゴマーク[2]
- 西友 三代目ロゴマーク（1983年）[6]
- カゴメロゴマーク [6]
- カルビーロゴマーク [2]
- 日本財団ロゴマーク [6]
- 三島食品ロゴマーク
- 獨協大学校章（1999年） [7]
- ノンノ（集英社ファッション雑誌）タイトルロゴ
- 日経デザイン（日経BP社雑誌）タイトルロゴ
- ミヤギテレビ「ミテ」キャラクターデザイン（2001年）
- ライフネット生命シンボルマーク
- 愛眼ロゴマーク(2012年)
- リーガロイヤルホテルロゴマーク [2]
- 国立西洋美術館 [6]
- 阪急百貨店[6]
- カネカ [6]

獨協大学
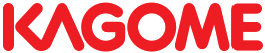
カゴメ
カルビー
バンダイ
西友
カネカ

### プロダクトデザイン
- 資生堂『uno』『アレフ』オリジナルパッケージデザイン[2]
- 宝酒造『タカラcanチューハイ』パッケージデザイン（1983年 / 1999年）[2]
- NTTドコモ シャープ製FOMA端末『SH702iD』
- 日本製紙クレシア ティッシュペーパー『スコッティ』パッケージデザイン [2]
- フランスのタバコ『ジタン』パッケージデザイン
- 紀文『素材缶』缶詰のパッケージ[8]
- AGF「ブレンディ」パッケージ [2]

### その他
- 銅製創作物『メタルフリークス』連作
- 雑誌『MORE』アートディレクション[9]

- 『千里眼”のぞいてみよう、瀬戸田から世界が見える。”』炭素鋼鋼管1500cm×451cm×46cm  1989年開催のアートプロジェクト「瀬戸田ビエンナーレ」17作品のうちのひとつ。尾道市瀬戸田町のしまごと美術館の1作品。
- 過去にバンダイのロゴ作成で関わったところから、ガンダムシリーズに登場するジオン軍大尉『シン・マツナガ』の名前のモデルになったという説がある。

## 受賞歴
- 日本宣伝美術会（日宣美）特選
- ADC賞 6回
- 第1・2回日米グラフィック・デザイン展 連続金賞
- 日本のパッケージデザイン大賞
- 毎日デザイン賞
- ワルシャワ国際ポスタービエンナーレ金賞、名誉賞
- 芸術選奨新人賞 など受賞多数
- 紫綬褒章（2005年）[10][2]
- 旭日小綬章（2018年）[11][2]

## 著書
- 『松永真のデザイン』（1992年講談社）
- 『松永真デザインの世界』（1996年集英社）
- 『松永真、デザインの話』（2000年アゴスト）
- 『松永真、デザインの話＋11』（2004年ビー・エヌ・エヌ新社）　など。

## 作品所蔵先
- ニューヨーク近代美術館
- ヴィクトリア＆アルパート美術館
- クーパーヒューイット美術館
- ミュンヘン州立近代美術館
- 東京国立近代美術館
- 田川市美術館（福岡県）　など。